# Anmi
Anmi(안미)는 대한민국의 여성 일러스트레이터이다. 서울 출신이다.

## 특징
초등학생 때 애니메이션 "세일러문"을 보고 그림을 그리는 것에 관심이 있지만, 부모의 반대도 있고, 대학은 교육학을 전공으로, 그림은 독학으로 배웠다.
재학 중에 소설 "아키하바라 뱀파이어 나이트" 등의 일러스트를 담당했다.
유학으로 1년간의 일본 방문 중에 앰버 필름 워크스의 프로듀서로부터 애니메이션 「판타지스타 돌」의 캐릭터 디자인 원안의 의뢰를 받아 이후는 이 작품의 스핀오프 코믹을 담당하는 등 본격적으로 일본에서 활동을 하게 됐다.
2014년부터 2016년에 걸쳐서는, 애니메이션 "방과후의 플레이아데스"의 코미칼라이즈 "방과후의 프레아데스 Prism Palette"를 다루었다. 또, 서클 '안경 소녀'에서 동인 활동도 실시하고 있다. 2015년 시점에서는 한국에 거주하고 있다. 2019년 8월 9일부터 8월 28일까지는 도쿄도 시부야구 진구 앞의 pixiv WAEN GALLERY에서 첫 개인전 "SUPERBLOOM"이 개최되었다.
화집 "CRYSTAL CLEAR Anmi 작품집"의 면접관에 따르면, 일본어는 능숙하다고 한다.
자신의 작품에 관해 "캐릭터와 세계관이 섞여 태어나는 '강한 이미지'에 무게를 두고 있다." "본 순간에 머리 속이 그 이미지로 채워져 기억에 강하게 새겨지는 듯한 임팩트가 있는 작품을 목표로 하고 있다."고 한다.
또, 특히 영향을 받은 일러스트레이터에게, panamaman, 오야리 야시토, 나나세 아오이, 쿠로보시 코하쿠, Tiv, 시마다 후미카네 등을 들고있다.
"판타지스타 돌"에서의 기용에 대해, 크리에이티브 프로듀서의 타니구치 고로는 앰버 필름 워크스의 이케구치 카즈히코 프로듀서로부터 소개되어 "매우 선이 신선하고 재미있다."라고 기용하기로 했다.또, 타니구치는 "파트의 파악 방법 등이 기존의 애니메이션과는 다른 점이 있거나 하는 것이 재미있고, 아직 신인씨이므로 그림이 너무 완성되지 않은 것이 좋다", TOHO animation 프로듀서의 오카무라 카즈카나는 "그림이 굉장히 좋고, 여자다운 인상적" "옷의 디자인 하나로 해도, 소녀로부터 봐도 귀엽다고 생각되는 디자인"이라고 평가했다.
색상과 채우기의 고집으로서는, 팔레트의 색을 먼저 결정해 두는 것을 우선으로 들고 있다. 실사와 같은 칠과는 달리, 대략 3색의 메인 칼라를 사용해, 파트마다 색을 나누어 형태를 알기 쉽게 한다. 핑크나 스카이블루 등의 파스텔 컬러를 사용하는 경우가 많다. 묘선은 주로 검은색이나 차로 그려지지만, 빛이 닿는 부분은 선을 얇게 한다. 또, 경계선의 콘트라스트를 눈에 띄게 투명감을 낸다고 하는 기법을 사용하고 있다고 한다.
2016년경부터 육감적인 여성의 일러스트도 다루게 되어, 성인용 만화 잡지 "COMIC 쾌락천 BEAST"의 표지 일러스트 등도 담당했다. "예쁘고 에로가 동거한 여자 아이"라는 새로운 분야에 도전하고 싶었기 때문이라고 한다. 일부 팬들이 충격을 받은 것에 자신도 충격을 받았지만, 그래도 팬이 어디까지 허용해 줄지 손을 찾는 가운데 한 번만 인생이기 때문에 다양한 그림을 그려보고 싶다고 발언하고 있다. 2020년에 발행한 화집을 하나의 구분으로, 여성 캐릭터의 일러스트도 보다 연마하면서, 메카나 남성 캐릭터라고 하는, 지금까지 별로 그린 적이 없는 장르에도 도전해 나가고 싶다고 하고 있다.

## 주요 작품

### 화집
- CRYSTAL CLEAR 작품집 - 이치진샤, 2020년. ISBN 978-4758016612.

### 애니메이션
- 판타지스타 돌 - 캐릭터 디자인 원안·카드 디자인 (2013년)

### 만화
- 판타지스타 돌 Mix (원작: 판타지스타 돌 프로젝트 / FD 제작위원회, 협력: 토노 아키리, 카도카와 서점 '뉴 타입 에이스' 2013년 Vol. 19 - Vol. 23, '컴프틱' 2013년 9월호 - 11월호, 전 1권)
- 방과후의 플레이아데스 Prism Palette

### 소설의 표지 및 삽화
- 아키하바라 뱀파이어 나이트 (저: 7위 연일, MF문고 J, 전 2권, 2011년)
- 기간한정 여동생 (저: 나가오카 마키코, 후지미 판타지아 문고, 전 2권, 2012년)
- 잉여가 성검을 주운 결과 (저: 쿠사카베 카사쿠, 전격 문고, 전 4권, 2014년 ~ 2015년)

### 기법서
- 『일러스트 익스프레스 매거진 touch vol.9』 - 진유사, 2012년, 16-19페이지.
- 주식회사 Playce  「캐릭터 디자인의 교과서 메이킹으로 배우는 매력적인 인물 일러스트의 그리는 방법」  엠디엔 코퍼레이션, 2015년. ISBN 978-4844365563. - 제5장 담당
- Anmi 『Let's Make ★ Character CG 일러스트 테크닉 vol.9：Anmi』 - BNA, 엔신사, 2016년. ISBN 978-4802510073.
- Anmi의 CG 일러스트 테크닉 - 길찾기, 2016년.

### 애니메이션 관련 일러스트
- 사쿠라 트릭 - 제9화 엔드카드 (2014년)
- 방과후 프레아데스 - 아이캐치 전 12화 (2015년)

### 게임 관련 일러스트
- 확산성 밀리언아서 - 일부 일러스트레이션 담당
- 판타지 스타돌・걸스 로얄 - 캐릭터 원안, 일부 일러스트를 담당
- 페이트/그랜드 오더 - 일부 일러스트레이션 담당
- 소녀전선 - 수오미 KP/-31, RFB, K2의 일러스트를 담당
- 명일방주 - 에이야퍄들라의 일러스트를 담당

### 기타
- 낭독소녀 공식화집 - LMD, 2010년. 일러스트
- Febri - 제18호 (2013년 9월호) 표지 및 특집 기사, 제29호(2015년 7월호) 표지
- 작가 100인전 - (2014년 ~ 2016년)
- 온센무스메 - 우레시노 릿카(캐릭터 원안)